# ترلیو
ترلیو (به ایتالیایی: Treglio) یک کومونه در ایتالیا است که در استان کییتی واقع شده‌است. ترلیو ۴٫۸۳ کیلومتر مربع مساحت و ۱٬۵۲۶ نفر جمعیت دارد و ۱۸۳ متر بالاتر از سطح دریا واقع شده‌است.